# Amadékarcsa
Amadékarcsa (szlovákul Amadeho Kračany)  Egyházkarcsa településrésze, egykor önálló falu Szlovákiában, a Nagyszombati kerületben, a Dunaszerdahelyi járásban. A Karcsák falucsoport része.

## Fekvése
Dunaszerdahelytől 10 km-re délnyugatra fekszik. Régen az emberek a Gellei patak vizét ihatták, amelynek bal partján fekszik a falu.

## Története
Vályi András szerint "AMADE. Középszerű falu Poson Vármegyéb. lakosai katolikusok, nevezetesíti hogy egy Grófi Nemzetségnek nevet szolgáltatott. Vidékjében tsupán szántó földgyei vannak, ’s azok is tsekélyek lévén, harmadik Osztálybéli."
Fényes Elek szerint "Karcsa (Amadé-), magyar falu, Pozsony vmegyében: 116 kath. lak. Fekszik a Csalóközben, ut. p. Somorjához keletre 2 mfld."
Pozsony vármegye monográfiája szerint "Siposamadékarcsa, alsócsallóközi magyar kisközség, 40 házzal és 266 róm. kath. vallású lakossal. Régibbkori története Egyházkarcsáéval függ össze. Azelőtt két községből állott: Siposkarcsa és Amadékarcsa volt a neve. Az 1553-iki összeírásban Amadekarcsán Amade Mihály 4 és Amade Lászlónak 7 portája adózik. 1581-ben Derghi Somogyi György volt a földesura, ki itt várkastélyt építtetett, melyet 1854-ben bontottak le. A község lakosai nemesi szabadalmakat élveztek. Van itt egy újabb úrilak, melyet Bartalné Bossányi Hortenzia építtetett, és a mely most is az övé. A községnek nincsen temploma. Postája Királyfiakarcsa, távírója és vasúti állomása Dunaszerdahely."
A trianoni békeszerződésig Pozsony vármegye Dunaszerdahelyi járásához tartozott. 1938 és 1944 között – az I. bécsi döntés következtében – ismét magyar fennhatóság alá került.

## Népessége
1910-ben Siposkarcsával egy községet alkotott, ekkor 215, túlnyomórészt magyar lakosa volt.
2001-ben Egyházkarcsának 1162 lakosából 1078 magyar és 64 szlovák volt.

## Neves személyek
- Itt született Simon László (1934–1987) tanár, pedagógus[4]Jegyzetek  1. ↑  Vályi András: Magyar Országnak leírása I–III. Buda: Királyi Universitás. 1796–1799.  
  2. ↑  Fényes Elek: Magyarország geographiai szótára, mellyben minden város, falu és puszta, betürendben körülményesen leiratik. Pest: Fényes Elek. 1851.  
  3. ↑  Magyarország vármegyéi és városai: Magyarország monografiája – A magyar korona országai történetének, földrajzi, képzőművészeti, néprajzi, hadügyi és természeti viszonyainak, közművelődési és közgazdasági állapotának encziklopédiája. Szerk. Borovszky Samu – Sziklay János. Budapest: Országos Monográfia Társaság. 1896–1914.   → elektronikus elérhetőség Pozsony vármegye.
  4. ↑  ; Szocialista Nevelés 32/9, 288 (1987. május 1.)